# パオロ・ベッティーニ

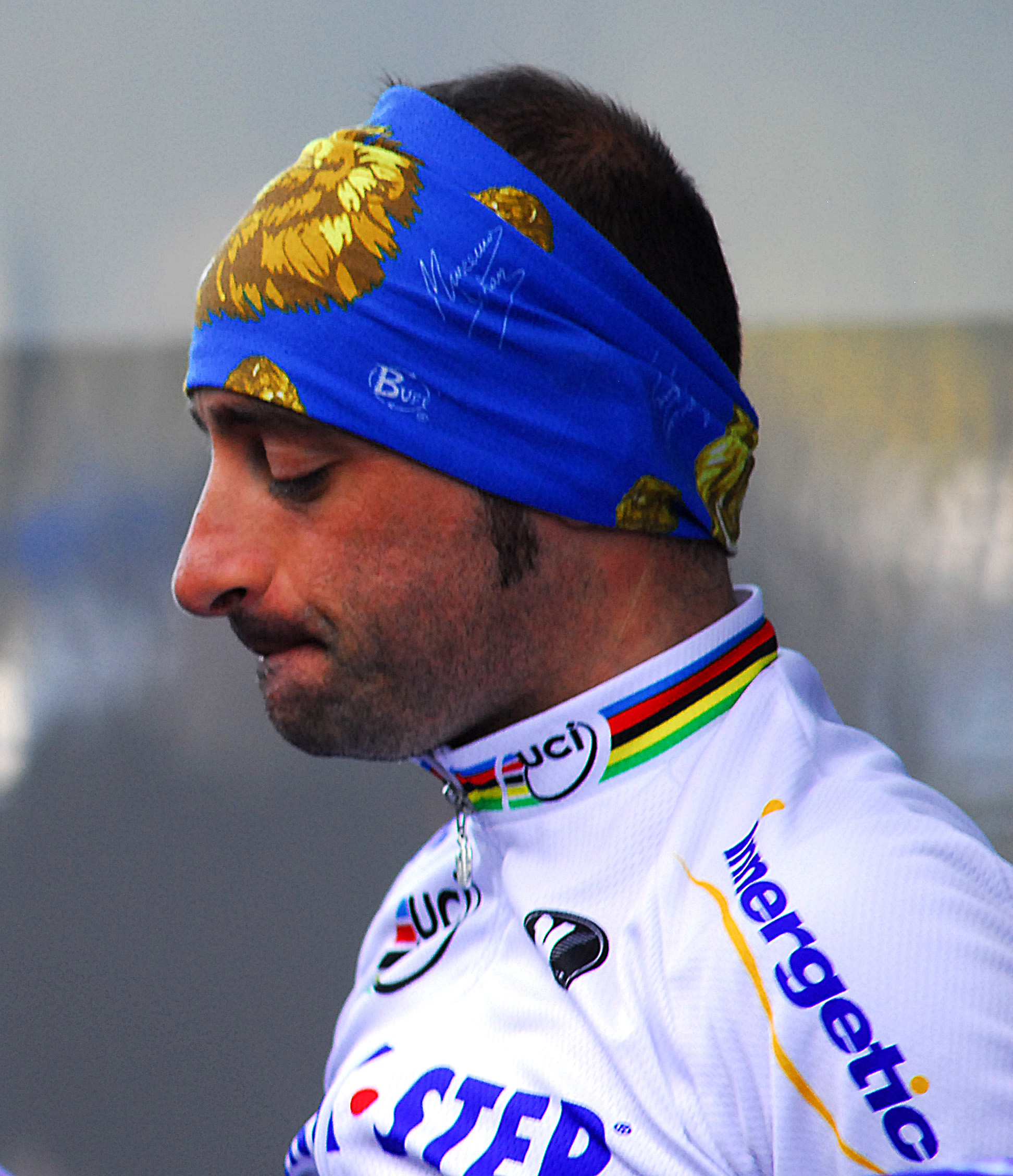
パオロ･ベッティーニ

パオロ・ベッティーニ（Paolo Bettini、1974年4月1日 - ）はイタリア・トスカーナ州リヴォルノ県チェーチナ出身の自転車プロロードレース選手。1997年プロデビュー。2002-2004年UCIワールドカップチャンピオン、アテネオリンピック男子自転車個人ロードレース・金メダル、2005-06年ジロ・デ・イタリアポイント賞、2006-2007年世界選手権2連覇、モニュメントレース5勝など、グランツール総合優勝以外のありとあらゆる栄光を手にした選手である。
積極的にアタックをしかけ、力強く集団から飛び出す姿から「il Grillo（イタリア語でコオロギの意）」の愛称で呼ばれる。

## 経歴

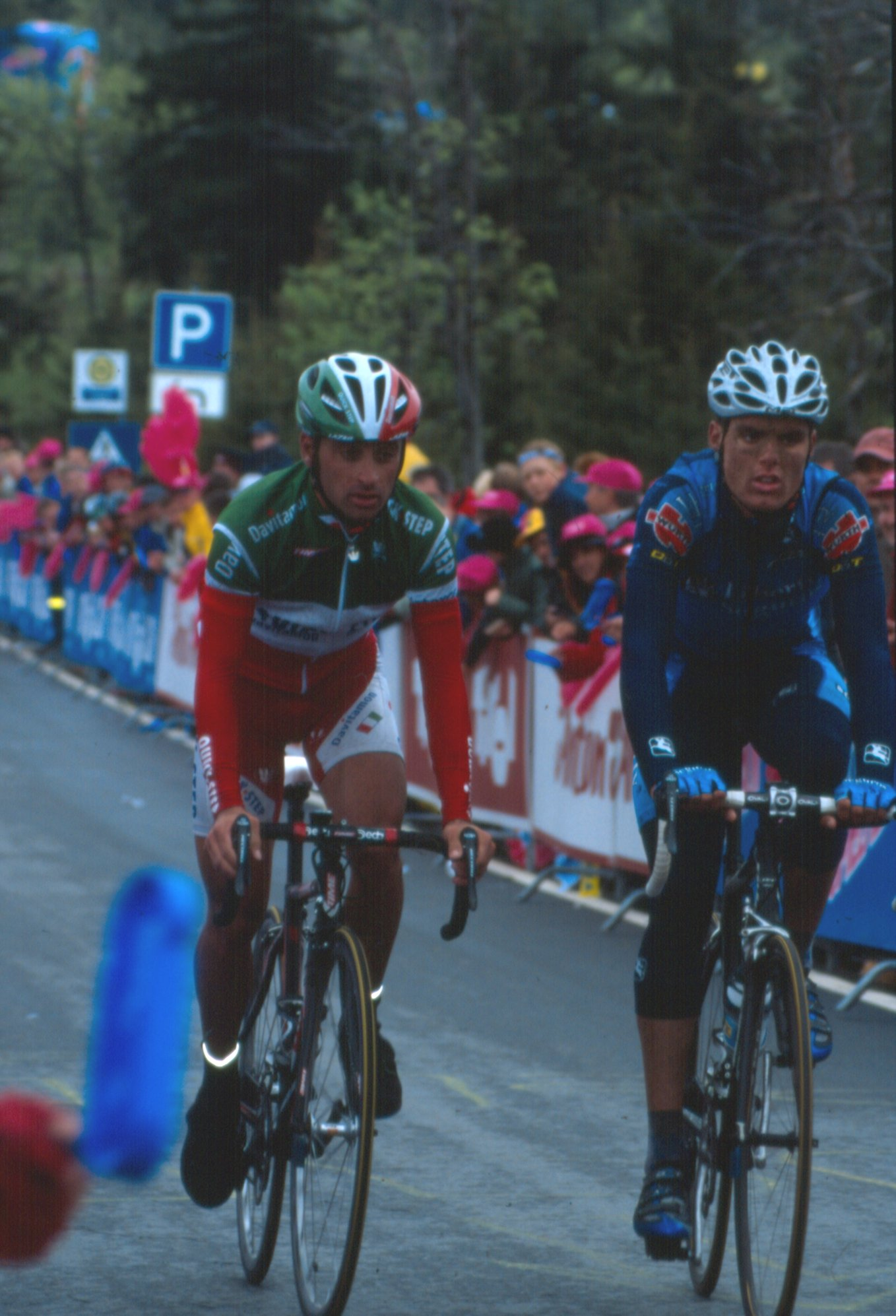
2004年のドイツツアーにて

1997年にMG-テクノジムでプロデビューしてからしばらくはミケーレ・バルトリのアシストとして活躍するが、徐々に才能が開花。2000年のリエージュ〜バストーニュ〜リエージュ優勝。ツール・ド・フランスでもステージ優勝を果たしたことで、当時所属していたマペイの新しいエース候補として注目を集め始める。
2001年は世界選手権では2位、チューリッヒ選手権を制覇。2002年は再びリエージュ〜バストーニュ〜リエージュで優勝し、UCIワールドカップチャンピオンにも輝く。
2003年はシーズン序盤から絶好調で、ミラノ〜サンレモ、HEWサイクラシックス、クラシカ・サンセバスティアンで立て続けに優勝。イタリア選手権も制し、二年連続でUCIワールドカップチャンピオンとなる。
2004年もティレーノ〜アドリアティコ優勝を果たすなど好調だったが、ダビデ・レベリンがアルデンヌクラシックのアムステルゴールドレース、フレッシュ・ワロンヌ、リエージュ〜バストーニュ〜リエージュで前代未聞の三連勝。両者はシーズン終盤までUCIワールドカップチャンピオンの座をめぐり争うことになったが、辛うじて三年連続でUCIワールドカップチャンピオンを獲得。アテネオリンピックでも金メダルを獲得するなど、2003年に続いて多数の栄光を手にした。
2005年は、ジロ・デ・イタリアで初のポイント賞。ブエルタ・ア・エスパーニャでもステージ優勝したほか、チューリッヒ選手権、ジロ・ディ・ロンバルディアでも優勝する。
2006年はジロ・デ・イタリアで二年連続ポイント賞。さらに念願の世界選手権も制した（2002年はマリオ・チポリーニのアシスト、2003年はイゴル・アスタロアのアタックについていけず4位、2004年は膝の故障でリタイア、2005年は13位に沈んでいた）ほか、ジロ・ディ・ロンバルディアも連覇した。
念願だったマイヨ・アルカンシエルを着てのシーズンとなった2007年は、主要なレースで何度も入賞こそするものの、優勝はブエルタ・ア・エスパーニャ第3ステージでの一つだけに留まっていた。だがブエルタ・ア・エスパーニャポイント賞の座を降りてまで挑んだ世界選手権では、ドーピング疑惑に伴う出場停止処分がささやかれたりするなどのトラブルにも負けず、絶妙なレース運びと精神力で見事に優勝。1991-1992年のジャンニ・ブーニョ以来15年ぶり、世界選手権史上5人目となる連覇を達成する偉業を成し遂げた。
2008年はブエルタ・ア・エスパーニャで2勝する活躍を見せるも、所属するクイックステップが似た脚質のステファン・シューマッハーを獲得した (しかし同年のツール・ド・フランスでのドーピング違反が発覚した為白紙撤回された) 為、契約更新をせず移籍することを表明した。
しかし、その後、世界選手権の行われているヴァレーゼで、男子個人ロードレースの前日の9月27日記者会見を行い、世界選手権を最後に引退することを発表した。
2010年、同年2月7日に交通事故のため急死した前任者のフランコ・バッレリーニの後継として、イタリアナショナルチームの監督に就任。

## レーススタイル
169 cm・58kgというやや小柄な体格からは想像できないパワーを持っており、脚質としては「パンチャーに近い（短い登坂もこなせる）登れるスプリンター」である。このためクラシックスペシャリストとして圧倒的な強さを誇った。
大集団でのゴールスプリントになった場合は、スプリンターには一歩劣る。同様に一級や超級といった山岳ポイントや山頂ゴールなどが設定された山岳ステージにおいては、一流のクライマーには敵わないが、フレッシュ・ワロンヌやジロ・ディ・ロンバルディアなどのクラシックをはじめとしたワンデーレースでは特化型選手よりも多くの勝利を得てきた。
ワンデーレースは総じて平均スピードが高く、またステージレースでしばしば見られるような、総合順位の低い選手の逃げを容認することもないため、ルーラーの大逃げが決まりにくい。しかも標高差の低い丘をいくつも越えるといった、距離の短いアップダウンを繰り返すコースレイアウトになっていることが多いので、まずスプリンターを上りで振り落とし、その後は即スプリントに持ち込むなり、山に入る前に平坦区間でアタックをかけてクライマーを振り切ることができる。
あるいはゴール前が上り基調な場合には、平地区間でスピードを上げてパワーに劣るクライマーたちを脱落させて、重量級のスプリンターが苦手とする上りでのゴールスプリントを仕掛けて勝つことができるため、必然的にベッティーニには有利になる。
ちなみにグランツールを始めとしたステージレースにおいては、クラシックレースのような細かいアップダウンを含んだステージが比較的多いことや、コースの難易度によってゴールポイントの差が設けられていないため、着実にポイントを稼ぐことでポイント賞を獲得しに行くことのできるジロ・デ・イタリアやブエルタ・ア・エスパーニャで活躍し、しばしばステージ優勝を上げている。
シーズンを通してほとんど大崩れすることがなく、狙ったレース（特にクラシック）にはかならず体調のピークを合わせてくる体調管理の上手さも特筆に値する。

## エピソード
- ヘルメットやシューズにあしらわれた金色がトレードマーク。かつてフレーム、バーテープ、ホイール、サドルまで金色に染めたロードバイクに乗った事もある。ヘルメットは金のプレートにダイヤモンドがはめ込まれている特注品（トム・ボーネンらも使用）。
- 2006年に世界選手権で優勝したが、そのすぐ後に兄のサウロを交通事故で亡くし、悲しみのなか出場したジロ・ディ・ロンバルディアで見事に優勝。泣きそうな顔で天を指差しながらゴールした。レース後のインタビューでは「オリンピックより世界選手権よりこの優勝がうれしい。今日は一人でペダルをこいでいるわけでなかった」と語り、周囲を涙させた。
- 2007年のブエルタ・ア・エスパーニャでは中盤からスプリント王争いで首位に立っていたが、世界選手権に向けての調整のために途中でリタイアして帰国した。その際、最後に走った第17ステージで本来着用すべきポイントリーダージャージではなくマイヨ・アルカンシエルを着ていた。その後相当額のペナルティを主催者に払っていたと報道された。
- 2007年の世界選手権ゴール時には、ドーピング問題でのオーガナイズに対する不満から銃を乱射するゼスチュアを行い、一部から批判を受けている。[4]
- 2007年10月6日、チームの車に積んでいたバイクが盗難に遭う事件が起きたが、その中にはベッティーニが一週間前の世界選手権で使用したバイクも含まれており、二年連続で世界選手権後に悲劇に見舞われることになってしまった。
- 2008年のジロ・デ・イタリアでは前半にマリアローザ（リーダージャージ）を着たチームメイトのジョヴァンニ・ヴィスコンティを献身的にアシストし、特に第7ステージではリーダージャージ争いの直接の相手の動きをヴィスコンティに代わって把握し、同時にヴィスコンティをアシストし続けてマリアローザ流出を防いだ[5]。

## 所属チーム
- 1997年 MG-テクノジム
- 1998年 アシックス・CGA
- 1999-2002年 マペイ・クイックステップ
- 2003年- クイックステップ（2003-2004年 QuickStep・Davitamon、2005年 QuickStep、2006-2007年 QuickStep・Innergetic、2008年 Quickstep）

## 主な成績

### グランツール
- ツール・ド・フランス　通算1勝
- ジロ・デ・イタリア　通算2勝
- ブエルタ・ア・エスパーニャ　通算5勝

- ジロ・デ・イタリアポイント賞（2005年、2006年）

- 2000年-ツール・ド・フランス1勝（第9ステージ）
- 2005年-ジロ・デ・イタリア1勝（第2ステージ）、ブエルタ・ア・エスパーニャ1勝(第16ステージ）
- 2006年-ジロ・デ・イタリア1勝（第15ステージ）、ブエルタ・ア・エスパーニャ1勝（第2ステージ）
- 2007年-ブエルタ・ア・エスパーニャ1勝（第3ステージ）
- 2008年-ブエルタ・ア・エスパーニャ2勝（第6ステージおよび第12ステージ）

### ステージレース
- 2004年 ティレーノ〜アドリアティコ優勝
- 2007年 ツアー・オブ・カリフォルニア1勝

### ワンデーレース
- オリンピック金メダル（2004年・アテネ）
- 世界選手権優勝（2006年、2007年）
- イタリア選手権優勝（2003年、2006年）

- 2000年 リエージュ〜バストーニュ〜リエージュ優勝
- 2001年 チューリッヒ選手権優勝
- 2002年 リエージュ〜バストーニュ〜リエージュ優勝
- 2003年 ミラノ〜サンレモ優勝　HEWサイクラシックス優勝　クラシカ・サンセバスティアン優勝
- 2005年 チューリッヒ選手権優勝　ジロ・ディ・ロンバルディア優勝
- 2006年 ジロ・ディ・ロンバルディア優勝

### そのほか
- 2002-2004年 UCIワールドカップチャンピオン

※主要なレースでの上位入賞は多数につき割愛。

## 注
1. ↑  雨の上りでベッティーニ渾身の2勝目、バルベルデ失墜
2. ↑  国際ニュース:AFPBB news
3. ↑  ベッティーニ、イタリア代表コーチ就任へ - CYCLINGTIME.com 2010年3月21日付記事
4. ↑  MRHEKzBmGbk&feature =related
5. ↑  ジロ・デ・イタリア2008第7ステージ現地レポート